# 弗龙库尔
弗龙库尔（法語：Vroncourt，法語發音：[vʁɔ̃kuʁ]）是法国默尔特-摩泽尔省的一个市镇，位于该省南部，属于南锡区。

## 地理
弗龙库尔（48°27'54"N, 6°4'49"E）面积4.16 平方千米，位于法国大東部大區默尔特-摩泽尔省，该省份为法国东北部内陆省份，是洛林的一部分，北邻比利时、卢森堡，北起顺时针与摩泽尔省、下莱茵省、孚日省和默兹省接壤。
与弗龙库尔接壤的市镇（或旧市镇、城区）包括：沙乌耶、埃特勒瓦勒、福尔塞勒圣戈尔贡、奥涅维尔、韦兹利斯。

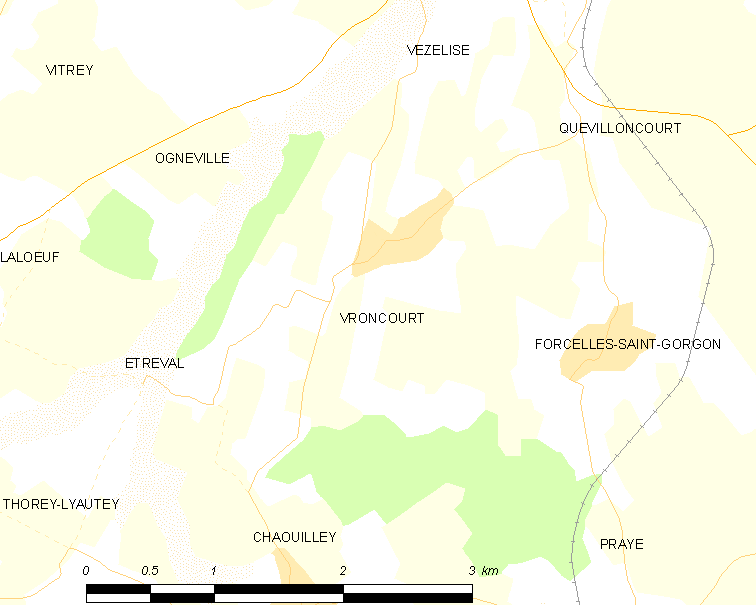
弗龙库尔的OSM定位图

弗龙库尔的时区为UTC+01:00、UTC+02:00（夏令时）。

## 行政
弗龙库尔的邮政编码为54330，INSEE市镇编码为54592。

## 政治
弗龙库尔所属的省级选区为梅讷欧桑图瓦县。

## 人口

1962-2008年间弗龙库尔人口变化图示

弗龙库尔于2022年1月1日时的人口数量为266人。